# Merry Christmas (Ed Sheeran e Elton John)
Merry Christmas è un singolo dei cantautori britannici Ed Sheeran e Elton John, pubblicato il 3 dicembre 2021 come unico estratto dalle riedizioni rispettivamente del settimo album in studio di Sheeran = e del trentaquattresimo album in studio di John The Lockdown Sessions.

## Pubblicazione
In un'intervista a NPO Radio 2 nell'ottobre 2021, Sheeran ha dichiarato che John gli aveva telefonato di recente chiedendogli di fare una canzone natalizia insieme dopo il successo di Step Into Christmas, singolo di John datato 1973. Il 29 novembre 2021 i due artisti hanno formalmente annunciato il singolo tramite la rete sociale, rivelando in seguito che tutti i ricavi verranno donati alla Ed Sheeran Suffolk Music Foundation e alla Elton John AIDS Foundation.

## Video musicale
Il video ricrea alcune scene del film Love Actually - L'amore davvero del 2003 e vede i due artisti omaggiare diverse clip di hit natalizie del passato come Last Christmas dei Wham!, Walking in the Air di Steve Hollis e Peter Auty, Merry Christmas Everyone di Shakin' Stevens e Stay Another Day degli East 17.

## Tracce
Testi e musiche di Ed Sheeran e Elton John.
1. Merry Christmas – 3:28

## Formazione
Musicisti
- Ed Sheeran – voce, chitarra
- Elton John – voce, pianoforte
- Subrina McCalla – cori
- Layla Ley – cori
- Zalika Henry – cori
- Nic Minns – cori
- Kevin Myers – cori
- Michael Harrison – cori
- Chris Laws – batteria
- John Parricelli – chitarra
- Steve Mac – tastiera, basso

Produzione
- Steve Mac – produzione
- Mark "Spike" Stent – missaggio
- Chris Laws – missaggio, ingegneria del suono
- Matt Wolach – assistenza al missaggio
- Kieran Beardmore – assistenza al missaggio
- Charlie Holmes – assistenza al missaggio
- Dan Pursey – ingegneria del suono
- Stuart Hawkes – mastering

## Classifiche
| Classifica (2021-25) | Posizione massima |
| -------------------- | ----------------- |
| Australia            | 10                |
| Austria              | 4                 |
| Belgio (Fiandre)     | 1                 |
| Belgio (Vallonia)    | 11                |
| Bielorussia          | 175               |
| Canada               | 16                |
| Corea del Sud        | 127               |
| Croazia              | 2                 |
| Danimarca            | 12                |
| Estonia              | 23                |
| Finlandia            | 10                |
| Francia              | 26                |
| Germania             | 5                 |
| Grecia               | 34                |
| Irlanda              | 1                 |
| Islanda              | 12                |
| Italia               | 38                |
| Libano               | 10                |
| Lituania             | 14                |
| Lussemburgo          | 20                |
| Norvegia             | 10                |
| Nuova Zelanda        | 11                |
| Paesi Bassi          | 11                |
| Polonia              | 24                |
| Portogallo           | 88                |
| Regno Unito          | 1                 |
| Repubblica Ceca      | 19                |
| Russia               | 152               |
| Slovacchia           | 23                |
| Stati Uniti          | 42                |
| Sudafrica            | 57                |
| Svezia               | 3                 |
| Svizzera             | 1                 |
| Ucraina              | 31                |
| Ungheria             | 18                |

## Cover
Nel 2021 Elton John e Ed Sheeran hanno collaborato con i britannici LadBaby a una cover umoristica di Merry Christmas intitolata Sausage Rolls for Everyone, che ha conquistato la vetta della classifica britannica dei singoli.